# Castilleja campestris
Castilleja campestris är en snyltrotsväxtart som först beskrevs av George Bentham, och fick sitt nu gällande namn av Chuang och Lawrence Ray Heckard. Castilleja campestris ingår i släktet målarborstar, och familjen snyltrotsväxter.

## Underarter
Arten delas in i följande underarter:
- C. c. campestris
- C. c. succulenta